# Reichart-Preis
Der Reichart-Preis wird von der Akademie gemeinnütziger Wissenschaften zu Erfurt in Verbindung mit der Landeshauptstadt Erfurt, der Universität Erfurt und der Fachhochschule Erfurt ausgelobt. Überreicht wird er seitens des Oberbürgermeisters der Stadt und des Präsidenten der Akademie, jährlich in zeitlicher Umgebung von Christian Reicharts Geburtstag.
Der Preis ist benannt nach dem Erfurter Christian Reichart (1685–1778), dessen „praktisch-wissenschaftliche Vielseitigkeit vorbildhaft für den disziplinübergreifenden Preis für wissenschaftlichen Nachwuchs ist“. Reichart erwarb sich Verdienste als Organist, Orgelbauer, in der Feuerrüstung und Bürgerwehr, als Bürgermeister und Ratsmeister, als Begründer und Wegbereiter des Erfurter Erwerbsgartenbaus sowie 1754 als Gründungs- und Senatsmitglied der Kurfürstlich Maintzischen Academie nützlicher Wissenschaften zu Erfurt.
Ausgezeichnet werden sollen mit dem Reichart-Preis Graduierungsarbeiten gleich welcher wissenschaftlicher Disziplin, die einen deutlichen Anwendungsbezug erkennen lassen. Ziel dieser Anwendbarkeit ist der gemeine Nutzen, wie er im Programm der Erfurter Akademie und im Lebenswerk von Christian Reichart zum Ausdruck gebracht ist. Der Preis ist mit einer Höhe von 2.000 Euro dotiert. Die Preisverleihung erfolgt jeweils in der Festsitzung der Akademie in Erfurt.

## Preisträger
- 2014: Julia Erol, Universität Heidelberg, für die eingereichte Staatsexamensarbeit[2]
- 2015: Physiker Michael Zürich, Universität Jena, für die eingereichte Dissertation[3]
- 2016: Christian Saul, Fraunhofer-Institut Ilmenau, für die eingereichte Dissertation (TU Ilmenau)
- 2017: Wissenschaftsmathematikerin Manuela Krone, TU Chemnitz, für die eingereichte Dissertation[4]